# Hondići
Hondići su naseljeno mjesto u općini Konjic, Federacija Bosne i Hercegovine, BiH.

## Stanovništvo

### 1991.
Nacionalni sastav stanovništva 1991. godine, bio je sljedeći:
ukupno: 32
- Muslimani – 24
- Hrvati – 5
- Srbi – 3

### 2013.
Nacionalni sastav stanovništva 2013. godine, bio je sljedeći:
ukupno: 11
- Bošnjaci – 7
- ostali, neopredijeljeni i nepoznato – 4

## Vanjske poveznice
- Satelitska snimka  Arhivirana inačica izvorne stranice od 19. veljače 2021. (Wayback Machine)